# Alexander Mackenzie Stuart, Baron Mackenzie-Stuart
Alexander John „Jack“ Mackenzie Stuart, Baron Mackenzie-Stuart QC (* 18. November 1924 in Aberdeen; † 1. April 2000 in Edinburgh) war ein schottischer Jurist. Er war der erste Richter aus dem Vereinigten Königreich, der Mitglied des Europäischen Gerichtshofs wurde, später auch dessen Präsident.

## Frühe Jahre
Der Vater von Jack Mackenzie, wie er allgemein genannt wurde, war Kronanwalt und Professor für schottisches Recht an der University of Aberdeen. Jack Mackenzie besuchte zunächst das Fettes College in Edinburgh und anschließend die Universität in Cambridge.
1942 wurde Mackenzie Stuart zur British Army eingezogen, trat den Royal Engineers bei und wurde am Sidney Sussex College in Cambridge in einem Ingenieurs-Kurs ausgebildet. In seinem folgenden Dienst baute er hauptsächlich Brücken in Nordeuropa. In seiner Abschiedsrede als Präsident des Europäischen Gerichtshofes 1988 berichtete er von dem unauslöschlichen Eindruck, den das zerstörte Ruhrgebiet auf ihn in jungen Jahren gemacht habe. Nach einem Stabsposten in Burma und einem Minensuchkommando an der Küste von Northumbria kehrte er nach Cambridge zurück, wo er sein Jura-Studium fortführte und mit Auszeichnung an der University of Edinburgh beendet.

## Beruflicher Werdegang
1951 wurde Jack Mackenzie Stuart zur Anwaltskammer zugelassen, erwarb schnell umfangreiche Praxis und wurde 1963 zum Kronanwalt ernannt. Damals gab es keine Spezialisierung bei Anwälten, und Mackenzie war im Unternehmensrecht (über das sein Vater ein Standardwerk geschrieben hatte), Steuer- und Immobilienrecht ebenso erfahren wie in Fragen im Zusammenhang mit Unfällen im Kohlebergbau. In der Folge wurde er zum Sheriff von Aberdeen ernannt und wenig später zum Senator des College of Justice, mit dem richterlichen Titel Lord Mackenzie Stuart.
1973 wurde Mackenzie Stuart zum Richter am Europäischen Gerichtshof ernannt. Der Premierminister sowie das Außenministerium hatten sich darauf geeinigt, dass einer der Posten in Luxemburg – Richter oder Generalanwalt – mit einem schottischen Juristen besetzt werden solle. Für Mackenzie Stuart kam die Ernennung überraschend. Die Familie zog nach Luxemburg in eine kleine Gemeinde, wo sie sich schnell einlebten. Die Ehefrau von Mackenzie Stuart, Anne, selbst Juristin bemühte sich, in Luxemburg eine britische Gemeinschaft aufzubauen und engagierte sich beim Aufbau der dortigen Europäischen Schule. 
Gemeinsam mit dem französischen Generalanwalt Jean-Pierre Warner machte sich Jack Mackenzie Stuart darum verdient, die verschiedenen juristischen System der europäischen Länder, die potentiell nicht kompatibel waren, zu synchronisieren und dem Misstrauen der Länder untereinander zu begegnen, ein Vorgang, der bis heute andauert. In der Praxis befasst sich der Europäische Gerichtshof wenig mit den historischen Gegebenheiten der Gesetzgebungen, sondern mit den modernen Anforderungen an Frage wie freier Grenzverkehr, Marktregulierung und fairem Wettbewerb.
Von 1984 bis 1988 war Mackenzie Start siebter Präsident des Europäischen Gerichtshofes. Er übernahm die Präsidentschaft zu einer schwierigen zeit, da die Europäische Union um drei weitere Länder – Griechenland, Spanien und Portugal – erweitert worden war, und sich die Räumlichkeiten in Luxemburg bald als zu klein erwiesen. Während der Präsidentschaft von Mackenzie Stuart wurde ein neues Gebäude geplant und zudem wurden neue Verfahrensstrukturen eingeführt, darunter auch ein Gerichtshof für die Erste Instanz.
In Anerkennung seine Arbeit für den Europäischen Gerichtshof und die Europäische Gemeinschaft wurde Jack Mackenzie Stuart am 18. Oktober 1988 zum Baron Mackenzie-Stuart, of Dean in the District of the City of Edinburgh, erhoben und damit als Life Peer Mitglied des House of Lords. (Bei dieser Gelegenheit wurde der Bindestrich in den Namen eingefügt.)
Zur Erinnerung an Baron Mackenzie Stuart wird jährlich an der Universität Cambridge die öffentliche Vorlesung Mackenzie Stuart Lectures gehalten.

## Familie
Die Ehefrau von Jack Mackenzie Stuart, Anne Mackenzie-Stuart, war bekannt für ihre legendären Partys, in Edinburgh wie in Luxemburg. Sie engagierte sich sehr für europäische Belange und war Vorsitzende des European Movement in Scotland. Das Ehepaar hatte vier Töchter.

## Publikationen
- The European Communities and the Rule of Law. 1977
- French King at Holyrood. 1995